# Stadelhofen
Stadelhofen település Németországban, azon belül Bajorországban. Lakosainak száma 1263 fő (2023. december 31.). Stadelhofen Wattendorf és Scheßlitz községekkel határos.

## Népesség
A település népessége az elmúlt években az alábbi módon változott:
| Lakosok száma | 463  | 550  | 631  | 1291 | 1260 | 1241 | 1235 | 1242 | 1253 | 1263 |
|               | 1875 | 1950 | 1975 | 1987 | 2012 | 2014 | 2016 | 2017 | 2021 | 2023 |